# Бамбер, Наталия
Наталия Бамбер-Ласковская (пол. Natalia Bamber-Laskowska, родилась 24 февраля 1982 года в Сулехуве) — польская волейболистка, игравшая на позиции блокирующей и диагональной. Чемпионка Европы 2005 года, бронзовый призёр чемпионата Европы 2009 года. Двукратная участница чемпионатов мира (2002 и 2005 годы). Кавалер серебряного креста Заслуги. Замужем за спортивным комментатором Яцеком Ласковским (свадьба состоялась 19 июня 2011 года). Есть ребёнок (родился в 2014 году).

## Клубы
- Завиша (Сулехув)
- ПЗПС (Сосновец)
- Гвардия (Вроцлав)
- Мушинянка (Мушина)
- Сталь (Бельско-Бяла): 2007—2012
- Сталь (Бельско-Бяла): 2014—2016

## Достижения
- 1999 —  Чемпионка Европы среди юниорок
- 2000 —  Бронзовая медалистка чемпионата Европы среди девушек
- 2000 —  Бронзовая медалистка чемпионата Польши среди девушек
- 2001 —  Чемпионка Польши среди девушек
- 2005 —  Серебряная медалистка Летней Универсиады 2005
- 2005 —  Чемпионка Европы
- 2006 —  Чемпионка Польши
- 2009 —  Победительница Кубка Польши
- 2009 —  Серебряная медалистка чемпионата Польши
- 2009 —  Бронзовая медалистка чемпионата Европы
- 2010 —  Чемпионка Польши
- 2010 —  Победительница Суперкубка Польши
- 2011 —  Бронзовая медалистка чемпионата Польши

## Индивидуальные награды
- 2009 — Лучшая диагональная Кубка Польши 2008/2009
- 2011 — Лучшая блокирующая Кубка Польши 2010/2011